# Grégoire Saucy

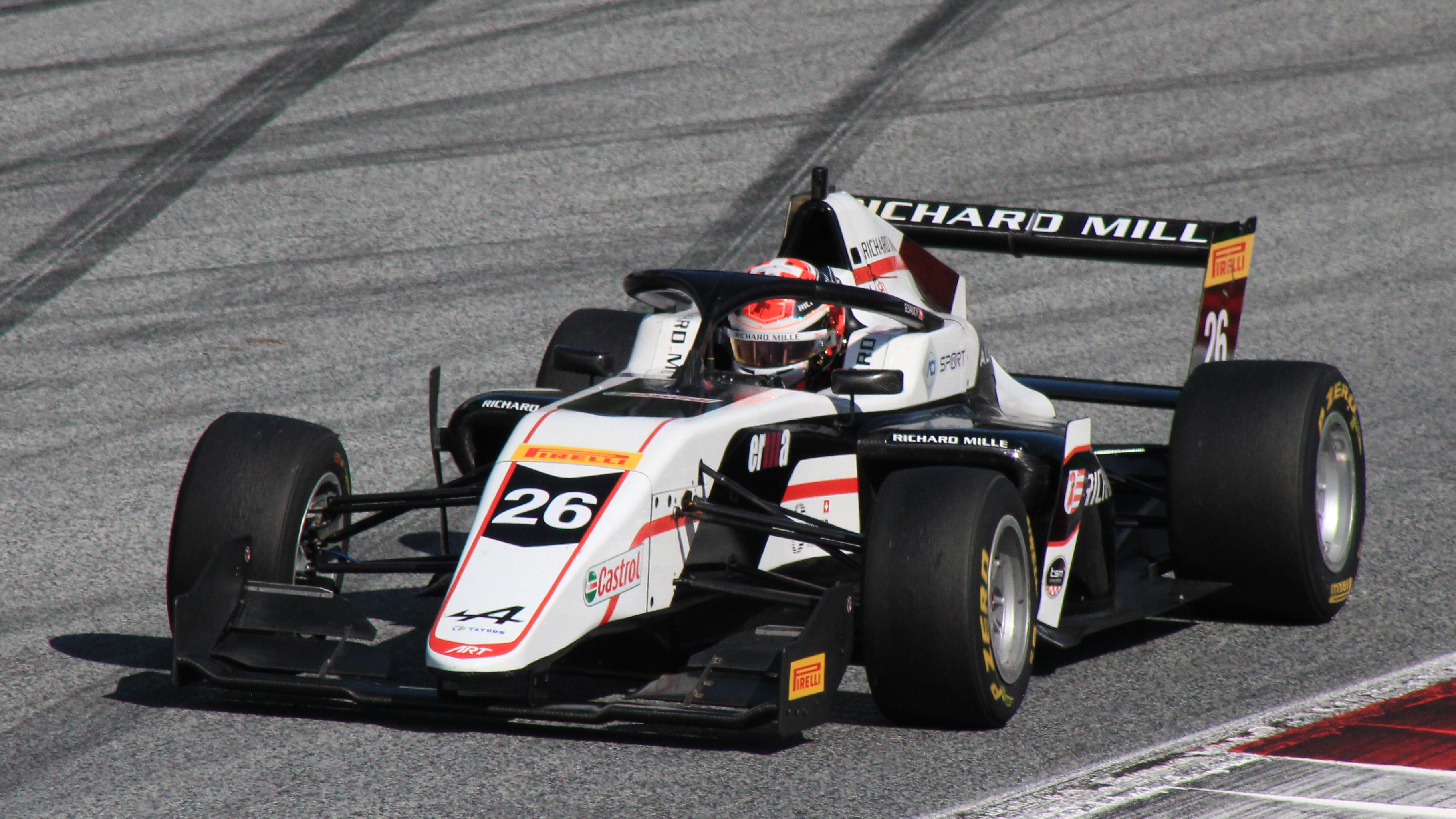
Grégoire Saucy in het Formula Regional European Championship op de Red Bull Ring in 2021

Grégoire Saucy (Bassecourt, 26 december 1999) is een Zwitsers autocoureur. In 2021 werd hij kampioen in het Formula Regional European Championship.

## Autosportcarrière
Saucy begon zijn autosportcarrière in het karting in 2008, waarin hij enkele jaren actief was. In 2016 debuteerde hij in het formuleracing in de V de V Challenge Monoplace, waarin hij uitkwam voor het team RC Formula. Hij behaalde drie podiumplaatsen op het Circuit Magny-Cours en werd met 661 punten vierde in het kampioenschap. In 2017 begon Saucy het seizoen in de Eurocup Formule Renault 2.0, waarin hij reed voor het team AVF by Adrián Vallés. Na vier raceweekenden, waarin twee twaalfde plaatsen op het Autodromo Nazionale Monza zijn beste resultaten waren, verliet hij de klasse. Later dat jaar reed hij nog wel twee raceweekenden in het Italiaanse Formule 4-kampioenschap bij Jenzer Motorsport. Zijn beste klassering was een zevende plaats op het Circuit Mugello, maar hij kwam niet in aanmerking voor kampioenschapspunten omdat hij niet aan voldoende races had deelgenomen.
In 2018 nam Saucy deel aan het volledige seizoen van de Italiaanse Formule 4 voor Jenzer, alhoewel hij voorafgaand aan het laatste raceweekend overstapte naar R-ace GP. Hij behaalde twee pole positions op Monza, maar kwam in de races niet verder dan drie vijfde plaatsen op de Adria International Raceway (tweemaal) en het Autodromo Enzo e Dino Ferrari. Met 63 punten werd hij elfde in het klassement. Daarnaast reed hij voor Jenzer in een raceweekend van het ADAC Formule 4-kampioenschap als gastcoureur op de Hockenheimring. Hij eindigde deze races als elfde en vijfdt.
In 2019 reed Saucy het volledige seizoen van de ADAC Formule 4 bij R-ace GP. Hij behaalde twee podiumplaatsen op het Circuit Zandvoort en de Sachsenring. Met 95 punten werd hij negende in het klassement. Ook reed hij in drie van de zeven raceweekenden van de Italiaanse Formule 4 bij R-ace, waarin een vierde plaats op de Red Bull Ring zijn beste resultaat was. Met 28 punten werd hij vijftiende in dit kampioenschap. Aan het eind van het seizoen keerde hij terug in de Eurocup Formule Renault 2.0, waarin hij bij R-ace in de laatste twee raceweekendend deelnam als gastcoureur. Een vijfde plaats op Hockenheim was zijn beste resultaat.
In 2020 begon Saucy het jaar in de Nieuw-Zeelandse Toyota Racing Series, waarin hij uitkwam voor Giles Motorsport. Hij behaalde twee podiumplaatsen op Teretonga Park en Hampton Downs Motorsport Park. Met 220 punten werd hij zesde in het eindklassement. Vervolgens reed hij het volledige seizoen in de Eurocup Formule Renault 2.0 bij ART Grand Prix. Hierin behaalde hij twee podiumfinishes op de Nürburgring en het Circuit Spa-Francorchamps. Met 95,5 punten werd hij zevende in het kampioenschap.
In 2021 werd de Eurocup Formule Renault samengevoegd met het Formula Regional European Championship, waarin Saucy opnieuw uitkwam voor ART. In het eerste raceweekend op Imola behaalde hij zijn eerste overwinning in het formuleracing. In de rest van het jaar behaalde hij nog zeven zeges op het Circuit de Barcelona-Catalunya (tweemaal), het Circuit Paul Ricard, Zandvoort (tweemaal), Spa-Francorchamps en de Red Bull Ring, en stond hij in twee andere races op het podium. Met 277 punten werd hij overtuigend gekroond tot kampioen in de klasse.
In 2022 stapte Saucy over naar het FIA Formule 3-kampioenschap, waarin hij zijn samenwerking met ART voortzette. Al in het eerste weekend op het Bahrain International Circuit behaalde hij zijn eerste podiumfinish. In de rest van het seizoen eindigde hij nog drie keer in de top 10. Met 30 punten werd hij vijftiende in de eindstand.
In 2023 bleef Saucy actief in de FIA Formule 3 bij ART. Hij begon het seizoen sterk met zes opeenvolgende top 10-finishes, waaronder twee podiumplaatsen op het Albert Park Street Circuit en het Circuit de Monaco. Hierna zakten zijn resultaten in en behaalde hij nog slechts vier puntenfinishes, alhoewel hij op de Red Bull Ring vanaf pole position startte. Met 54 punten werd hij veertiende in de eindstand.
In 2024 verlaat Saucy het formuleracing en stapt hij over naar de enduranceracerij. Hij neemt deel aan de LMGT3-klasse van het FIA World Endurance Championship voor United Autosports en komt ook uit in de European Le Mans Series, waarin hij in de LMP2-klasse voor Richard Mille by TDS rijdt.